# Бочкарьово (Балейський район)
Бочкарьо́во (рос. Бочкарёво) — село у складі Балейського району Забайкальського краю, Росія. Входить до складу Подойніцинського сільського поселення.

## Населення
Населення — 67 осіб (2010; 83 у 2002).
Національний склад (станом на 2002 рік):
- росіяни — 99 %